# Yisrael Galili

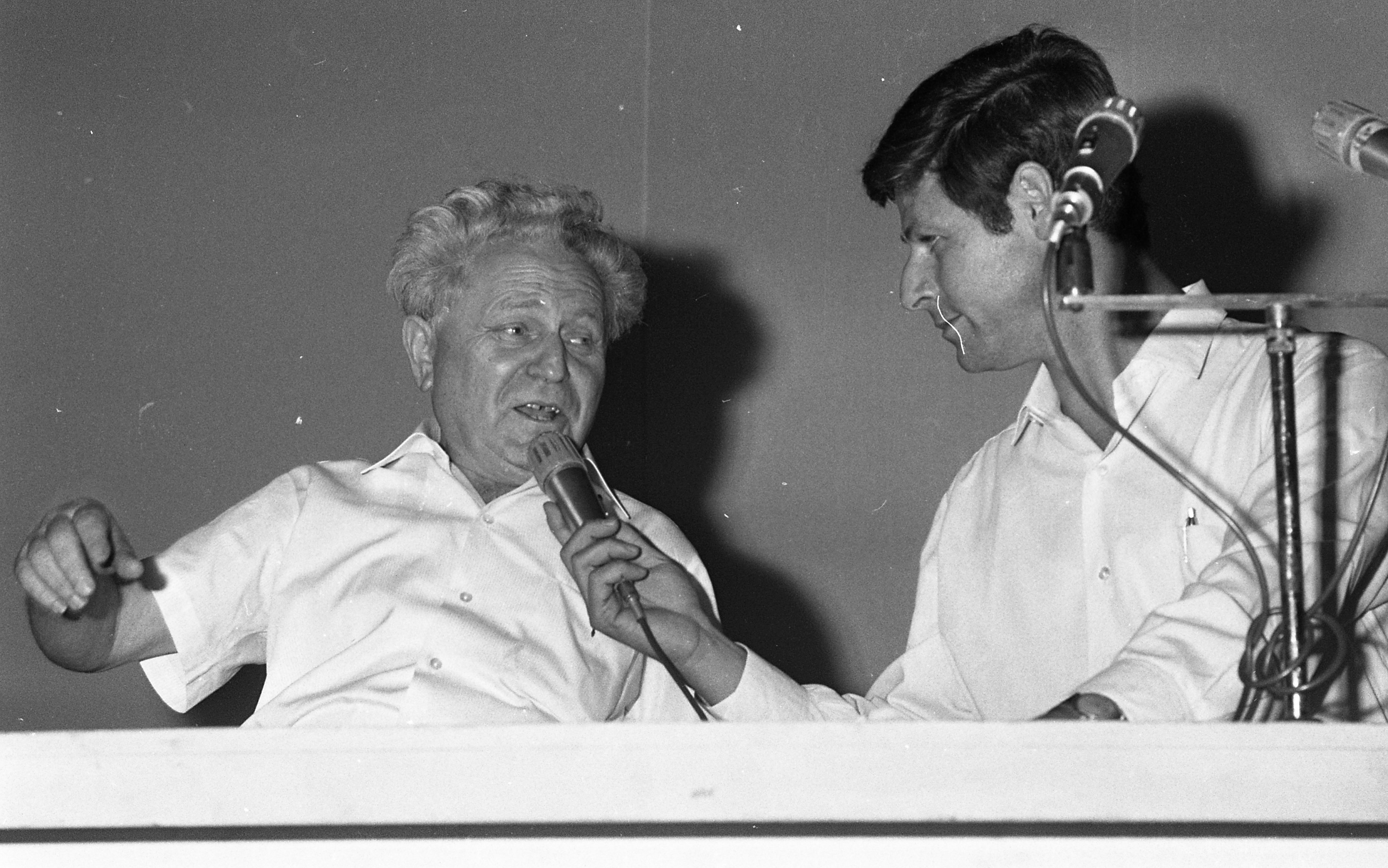
Israel Galili entrevistado por Haim Yavin, 1969

Israel Galili (en hebreo: ישראל גלילי, nacido Israel Berchenko) (Brailov, Imperio ruso (ahora Ucrania), 10 de febrero de 1911-Jerusalén, Israel, 8 de febrero de 1986) fue un  político israelí, Ministro de Gobierno y miembro del Kneset. Antes de la independencia de Israel fue el Comandante de la Haganá.

## Biografía
Galili emigró con su familia a Palestina cuando tenía tres años y se establecieron en Tel Aviv. Allí realizó sus estudios y posteriormente fue aprendiz en una imprenta.
Comenzó su carrera militar en 1927, cuando se alistó en la Haganá. Fue nombrado miembro del comité de liderazgo de la organización en 1935 y fue colocado posteriormente en compras de equipos y armamento. Durante la Segunda Guerra Mundial participó en los preparativos para hacer frente a una esperada invasión de la Alemania nazi en el Mandato Británico de Palestina. Fue nombrado Comandante de la Haganá en 1946 y sirvió en esa capacidad hasta que el grupo fue disuelto por David Ben-Gurion en 1948, cuando se constituía el Estado de Israel.
Galili fue también uno de los fundadores de la agrupación juvenil HaOved Hanoar ("Juventud Trabajadora") y del kibutz Naan, donde vivió hasta su muerte. Fue miembro de la 1.ª Knesset desde 1949 hasta 1951, y nuevamente desde 1955 hasta 1977, primero en nombre del partido Mapai, antes de ser parte de la división que se formó Ajdut HaAvodá - Poalei Tzion y más tarde se unió a la alineación. Sirvió brevemente como Ministro de Información y fue Ministro sin cartera en varios gobiernos. Fue uno de los principales asesores de la primera ministra Golda Meir y miembro de su gabinete, así como también miembro del prestigioso Comité de Asuntos Exteriores y Defensa y del Ministerio de Inmigración.